# Tief über der Biskaya

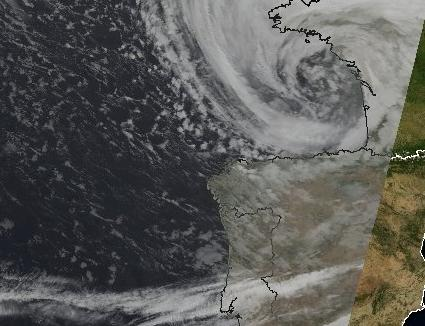
Tief über der Biskaya: Tief Klaus, Orkan am 24. Januar 2009

Als Tief über der Biskaya (Biscayatief, auch Tief im Südwesten Europas) bezeichnet man ein Tiefdruckgebiet über dem Golf von Biskaya, zwischen den Britischen Inseln und Spanien vor der Westküste Frankreichs. Es ist eine seltenere Form der Atlantiktiefs.

## Entstehung und Bewegung

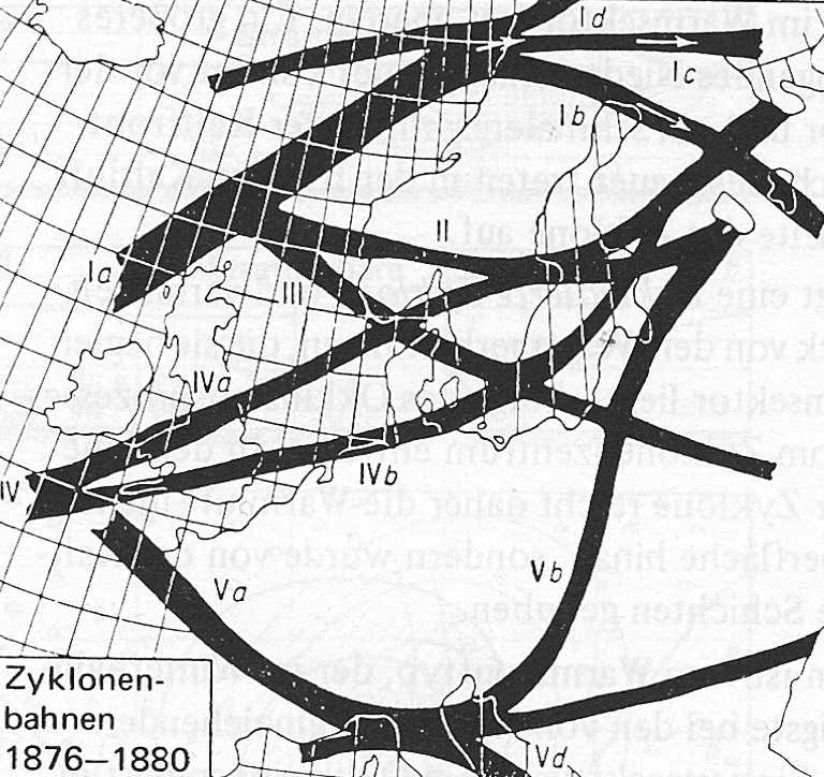
Zugstraßen nach van Bebber

Ein Biskayatief entsteht, wenn die Westwinddrift bei schwachem Azorenhoch und ausgeprägter Nordatlantischer Oszillation oder nordatlantischen Hochs die ankommenden Tiefs ausnehmend weit südlich auf Europa lenkt, oder es sich etwa als Schleppwirbel eines mächtigen Nordsee- oder Skandinavienhochs im Biskayaraum selbst bildet. Sie sind insgesamt im Winterhalbjahr typisch, wo die Westwindzone sich südwärts gegen die Subtropen hin verlagert.
Diese Tiefs laufen auf die Westalpen zu und schlagen daher zwei typische Zugbahnen ein: Entweder über Nordfrankreich und Süddeutschland nordostwärts, ab wo man sie dann Mitteleuropatief nennt, oder über Südfrankreich in den Mittelmeerraum (Zugstraße Va nach Bebber), wo sie dann als Genuatief geführt werden.

## Auswirkungen
Ein Tief über der Biskaya sorgt für eine südwestliche Höhenströmung über die Pyrenäen und damit zu einem Föhn, oder eine südöstliche warme Strömung vom Mittelmeer in das Languedoc und die Roussillon, Winde, die man Autan nennt. In Folge verlagert sich der Effekt über die Alpen und sorgt dort für föhnige oder Föhnlagen. In Extremfällen kann es durch Südströmungen zu Saharastaub-Phänomenen kommen.
Bei starken Tiefs über der Biskaya oder bei den Britischen Inseln kann polare Kaltluft an der Rückseite über den Ostatlantik auch tief nach Süden vorstoßen und in Nordspanien und Südwestfrankreich zu Kälteeinbrüchen führen.
Sturmtiefs, die über die Biskaya ziehen, können ausnehmend heftig werden, so etwa Orkan Lothar Dezember 1999 (Mitteleuropa-Typ) oder Orkan Klaus Januar 2009 (Mittelmeer-Typ, Va).